# 대명비발디파크
대명비발디파크는 대한민국 강원특별자치도 홍천군 서면에 위치한 스키장이다.

## 같이 보기
- 한국의 스키장 일람